# Famille Bethlen
 (août 2024).
La famille Bethlen est une ancienne famille de la noblesse hongroise.

## Origines
Bethlen, fils de Lőrinc et vivant au XIIe siècle, eut deux fils : Péter, qui prit le nom de et fonda la famille Bethlen, et Olivér, dont les descendants (fils ou petit-fils) donneront la famille Apafi.
La famille Bethlen est divisée en deux branches, celles de bethleni et de iktári.

### Branche iktári
La branche iktári tire son nom d'un grand domaine  (Aktár puis Ilkar) situé dans le banat de Tamiš que l'invasion ottomane leur fit perdre et qu'ils essayèrent de récupérer à l'expulsion de ces derniers. Cette branche possède son propre blason depuis la fin du XIVe siècle (deux cygnes face à face, leurs cous transpercés d'une seule flèche, le tout surmontés d'une croix pattée), blason donné par Sigismond Ier du Saint-Empire à János Bethlen qui, excellent archer, aurait tué deux oies sauvage avec une seule flèche.

### Branche bethleni
La branche bethleni garda longtemps contact avec celle de iktári. Elle garda le blason ancestral (un serpent couronné avec dans la gueule l'Orbe du royaume de Hongrie). Cette branche est la seule subsistante de nos jours.

## Personnalités
- Gabriel Bethlen de Iktár (1580-1629), prince de Transylvanie (1613-1629), roi de Hongrie (1620-1621).
- comte Miklós Bethlen de Bethlen (1642-1716), chancelier de la Transylvanie (1691-1704), écrivain.
- Étienne III Bethlen de Iktár (1582-1648), éphémère prince de Transylvanie, comte-suprême (föispan) de Máramaros et de Hunyad.
- István  Bethlen de Iktár (1606-1632) comte-suprême (föispan) du Bihar, fils du prince Gabriel.
- János Bethlen de Bethlen (1613-1678), chancelier de Transylvanie, főispán de Torda et de Küküllő.
- Ferenc Bethlen de Bethlen (décédé en 1653), maître de la Cour (főudvarmestere) et conseiller du prince Georges II Rákóczi.
- Farkas Bethlen de Bethlen (1639-1679), chancelier de la Transylvanie, historien
- Katalin Bethlen de Bethlen (décédée en 1725), épouse de Abaffi II, prince de Transylvanie.
- comtesse Kata Bethlen de Bethlen (1700-1759), nièce du chancelier Miklós, écrivaine.
- comte Elek Bethlen de Bethlen (1777-1841), chambellan impérial et royal.
- comte Imre Bethlen de Bethlen (décédé en 1834), chambellan impérial et royal.
- comte Ferenc Bethlen de Bethlen (1801-1875), écrivain.
- comte Domokos Bethlen de Iktár (1810-1866), chambellan impérial et royal.
- comte Gergely Bethlen (1810-1867), officier hongrois durant la révolution hongroise de 1848, colonel, il émigre un temps en Italie où il est général de cavalerie.
- comte János Bethlen de Bethlen (1811-1879), membre du Parlement, journaliste, directeur-conseiller du diocèse de l'Église réformée de Transylvanie.
- comte Elek Bethlen (1813-1870), membre du parlement.
- comte István Bethlen de Bethlen (1874-1946), Premier ministre de Hongrie (1921-1931).